# Enabling Grids for e-Science
Pour les articles homonymes, voir EGEE.
Le projet EGEE (de l'anglais Enabling Grids for E-sciencE, c'est-à-dire validation de grille pour l'e-Science) a été conçu par le sixième programme-cadre de la Commission européenne (2002-2006) par la direction F: Infrastructures et Technologies Emergentes, de la direction générale pour la société de l'information et les Médias. Il a pris fin le 30 avril 2010.
Ce projet liait plus de 70 institutions dans 27 pays européens pour construire une grille pluridisciplinaire dans le domaine de la recherche européenne. Il était construit en utilisant les récents développements en matière de technologie de grille et les résultats des précédents projets de tests de faisabilité tel que DataGrid (EDG ou European dataGrid) de l'Union européenne.
Ses principaux objectifs étaient :
1. Construire une grille sûre, fiable et robuste.
2. Développer une solution simple de middleware, destinée à de nombreuses applications scientifiques.
3. Attirer, engager et soutenir une grande variété d'utilisateurs, scientifiques ou industriels, et leur fournir un soutien technique et de formation.